# Rottjärnen (Holmedals socken, Värmland)
Rottjärnen är en sjö i Årjängs kommun i Värmland och ingår i Göta älvs huvudavrinningsområde.